# Bảy Ngàn
Bảy Ngàn là một thị trấn thuộc huyện Châu Thành A, tỉnh Hậu Giang, Việt Nam.

## Địa lý
Thị trấn Bảy Ngàn có vị trí địa lý:
- Phía đông giáp xã Tân Hòa
- Phía tây giáp huyện Vị Thủy
- Phía nam giáp huyện Phụng Hiệp
- Phía bắc giáp xã Trường Long Tây.

Thị trấn Bảy Ngàn có 14,09 km² diện tích tự nhiên, dân số năm 2019 là 9.383 người, mật độ dân số đạt 655 người/km².

## Lịch sử
Trước đây, địa bàn thị trấn Bảy Ngàn là một phần của xã Tân Hòa.
Ngày 24 tháng 8 năm 2009, Chính phủ ban hành Nghị quyết 37/NQ-CP về việc thành lập thị trấn Bảy Ngàn thuộc huyện Châu Thành A trên cơ sở điều chỉnh 1.302,64 ha diện tích tự nhiên và 11.990 nhân khẩu của xã Tân Hòa.
Thị trấn Bảy Ngàn có 1.302,64 ha diện tích tự nhiên và 11.990 nhân khẩu

## Hành chính
Thị trấn Bảy Ngàn được chia thành 7 ấp: 2A, 2B, 3A, 3B, 4A, 4B, Thị Tứ.